# Campeonato Mundial de Patinaje de Velocidad sobre Hielo de 2004
El XCVIII Campeonato Mundial de Patinaje de Velocidad sobre Hielo se celebró en la localidad de Hamar (Noruega) del 7 al 8 de febrero de 2004 bajo la organización de la Unión Internacional de Patinaje sobre Hielo (ISU) y la Federación Noruega de Patinaje sobre Hielo.
Las competiciones se realizaron en el Pabellón Olímpico de Hamar. Participaron en total 48 patinadores de 11 países.

## Resultados

### Masculino
| Evento                        | Oro                                      | Plata                                   | Bronce                                       |
| ----------------------------- | ---------------------------------------- | --------------------------------------- | -------------------------------------------- |
| 500 m (07.02)                 | Yevgueni Lalenkov · Rusia · 35,78 s      | Mark Tuitert · Países Bajos · 36,04     | Shani Davis Estados Unidos 36,19             |
| 1500 m (08.02)                | Shani Davis Estados Unidos 1:46,02       | Mark Tuitert · Países Bajos · 1:46,28   | Derek Parra Estados Unidos 1:47,38           |
| 5000 m (07.02)                | Carl Verheijen · Países Bajos · 6:20,61  | Chad Hedrick Estados Unidos 6:20,69     | Enrico Fabris · Italia · 6:23,67             |
| 10 000 m (08.02)              | Carl Verheijen · Países Bajos · 13:17,86 | Chad Hedrick Estados Unidos 13:21,67    | Enrico Fabris · Italia · 13:29,59            |
| Clasificación general (08.02) | Chad Hedrick Estados Unidos 150,478 pts. | Shani Davis Estados Unidos 150,762 pts. | Carl Verheijen · Países Bajos · 151,110 pts. |

### Femenino
| Evento                        | Oro                                             | Plata                                       | Bronce                                       |
| ----------------------------- | ----------------------------------------------- | ------------------------------------------- | -------------------------------------------- |
| 500 m (07.02)                 | Jennifer Rodriguez Estados Unidos 38,74 s       | Anni Friesinger · Alemania · 38,89 s        | Wieteke Cramer · Países Bajos · 39,40 s      |
| 1500 m (08.02)                | Jennifer Rodriguez Estados Unidos 1:57,33       | Renate Groenewold · Países Bajos · 1:57,48  | Claudia Pechstein · Alemania · 1:57,78       |
| 3000 m (07.02)                | Renate Groenewold · Países Bajos · 4:04,58      | Gretha Smit · Países Bajos · 4:05,25        | Claudia Pechstein · Alemania · 4:05,62       |
| 5000 m (08.02)                | Gretha Smit · Países Bajos · 7:02,89            | Renate Groenewold · Países Bajos · 7:03,90  | Clara Hughes · Canadá · 7:06,30              |
| Clasificación general (08.02) | Renate Groenewold · Países Bajos · 162,573 pts. | Claudia Pechstein · Alemania · 163,291 pts. | Wieteke Cramer · Países Bajos · 163,916 pts. |

## Medallero
- Solo se otorgan medallas en la clasificación general.

| Núm. | País           | Oro | Plata | Bronce | Total |
| ---- | -------------- | --- | ----- | ------ | ----- |
| 1    | Estados Unidos | 1   | 1     | 0      | 2     |
| 2    | Países Bajos   | 1   | 0     | 2      | 3     |
| 3    | Alemania       | 0   | 1     | 0      | 1     |
|      | TOTAL          | 2   | 2     | 2      | 6     |